# Nuno Gonçalves Botelho de Arruda Soares de Albergaria Coutinho de Gusmão
Nuno Gonçalves Botelho de Arruda Soares de Albergaria Coutinho de Gusmão (Vila Franca do Campo, 10 de setembro de 1813 — Vila Franca do Campo, 17 de janeiro de 1879), 1.º visconde do Botelho, foi um aristocrata e grande terratenente da ilha de São Miguel, nos Açores.

## Biografia
Descendente das família Utra, dos capitães do donatário da ilha do Faial, e Soares de Albergaria, capitães do donatário na ilha de Santa Maria, foi o 14.º e último morgado de Nossa Senhora da Vida.
Foi fidalgo cavaleiro da Casa Real, por sucessão, pelo decreto de 28 de Dezembro de 1842, comendador da Ordem de Nossa Senhora da Conceição, por decreto de 14 de Fevereiro de 1849, e cavaleiro da Ordem de Cristo por decreto de 21 de Setembro de 1842. Foi agraciado com o título de 1.º visconde do Botelho por decreto do rei D. Luís I de Portugal datado de 30 de Março de 1873.
Foi provedor da Santa Casa da Misericórdia de Vila Franca do Campo de 1848 a 1851.
No seu tempo melhorou o Solar de Nossa Senhora da Vida, em Ponta Garça, no qual reconstruiu a capela, onde casou a 6 de Maio de 1844 com Rosa Isabel de Medeiros.